# Magomed Eldarovitch Ramazanov
Pour les articles homonymes, voir Ramazanov.
Magomed Eldarovitch Ramazanov est un lutteur russe puis bulgare né le 22 mai 1993 dans le raïon de Khassaviourt, au Daghestan. Spécialiste de la lutte libre, il a remporté la médaille d'or chez les moins de 86 kg aux Jeux olympiques d'été de 2024, organisés à Paris.